# Retroculus
Retroculus és un gènere de peixos pertanyent a la família dels cíclids.

## Distribució geogràfica
Es troba a Sud-amèrica.

## Taxonomia
- Retroculus lapidifer (Castelnau, 1855)[5]
- Retroculus septentrionalis (Gosse, 1971)[6]
- Retroculus xinguensis (Gosse, 1971)[6][7][8][9][10][11][12]